# Mosteiro de Tibães
O Mosteiro de São Martinho de Tibães, também referido como Mosteiro de Tibães ou Igreja e Mosteiro de Tibães, localiza-se na freguesia de Mire de Tibães, município de Braga, distrito do mesmo nome, em Portugal.
O conjunto, que engloba a Igreja de Tibães e o Cruzeiro de Tibães, foi classificado como Imóvel de Interesse Público em 1944.

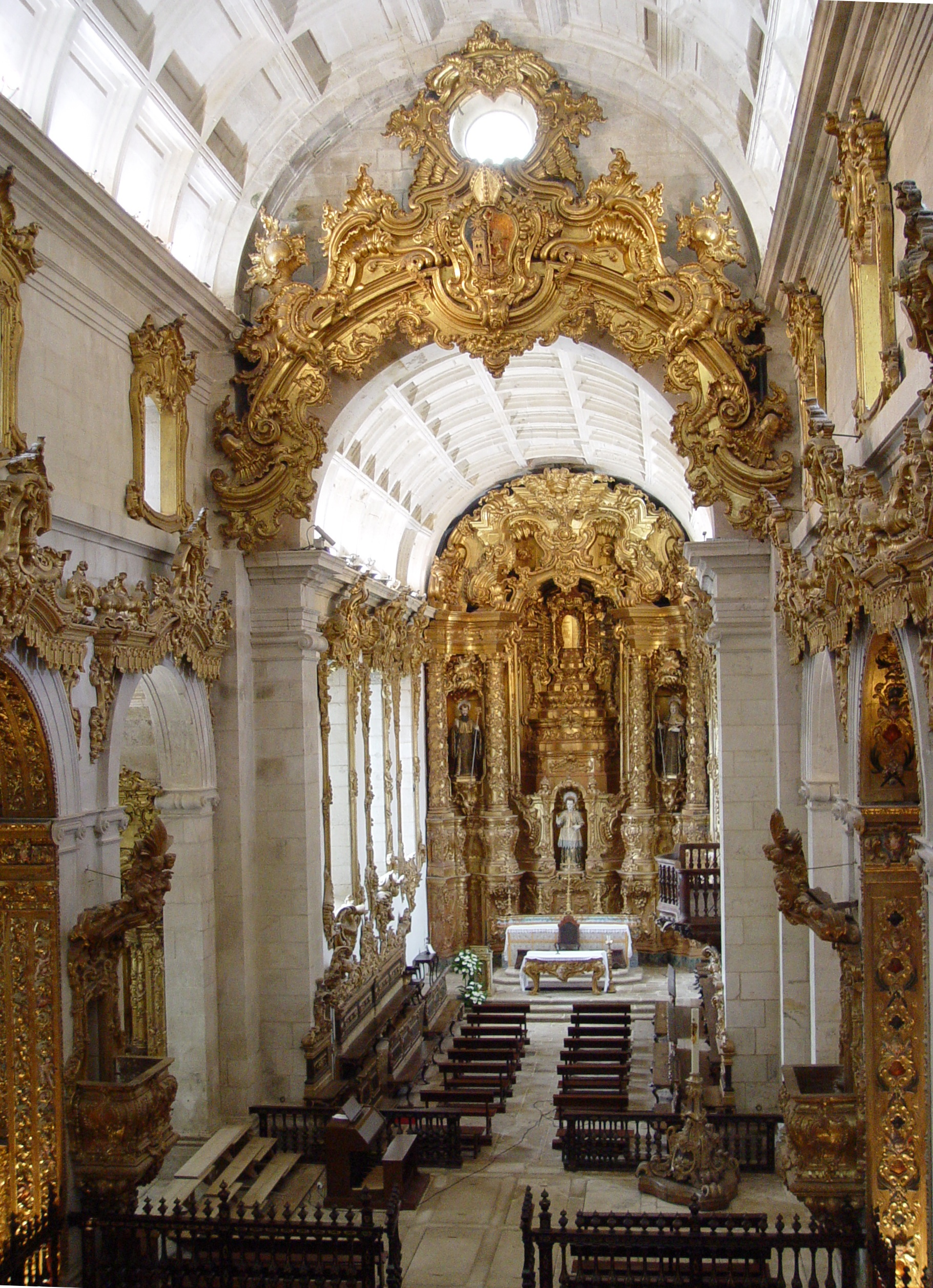
Mosteiro de Tibães: interior da igreja.

## História
Já se encontra registos de um mosteiro na área no século VI, potencialmente fundado por São Martinho de Dume, e terá sido construído no local de uma antiga vila romana denominada Palatini.
O mosteiro foi reconstruído por D. Velasquides, em 1060, e seria de novo requalificado por D. Paio Guterres da Silva, já entre 1071 e 1078.
Em 1077, foi doada à Sé de Braga.
Em 1110, foi feita uma concessão de carta de Couto por D. Henrique e D. Teresa.
D. Afonso Henriques faria duas doações ao Mosteiro: a primeira em 1135, do Couto de Donim; e a outra em 1140 onde fez a doação de Santa Maria da Estela.
A partir do século XII foi ocupado pela congregação Beneditina. 
Em 1554, foi construída a Capela de S. Bento dentro do Mosteiro.
Em 1567, tornou-se a casa-mãe da Ordem para Portugal e Brasil, por bula papal de Pio V.
Os edifícios principais atualmente existentes foram erguidos nos séculos XVII e XVIII. Um dos arquitectos que neles trabalhou foi André Soares.
Com a extinção das ordens religiosas masculinas ocorrida em 1834, foi vendido em hasta pública, com excepção da igreja, sacristia e claustro do cemitério.
Encontra-se classificado como Imóvel de Interesse Público desde 1944.
Manteve-se nas mãos de privados até 1986, quando foi adquirido pelo Estado Português. Desde então iniciou-se o processo de recuperação do espólio.
Pelas suas características singulares, o mosteiro foi o palco escolhido para a XXIII Cimeira Ibérica que se realizou nos dias 18 e 19 de Janeiro de 2008.
Após um investimento de 15 milhões de euros, desde novembro de 2009 uma comunidade da família missionária internacional "Donum Dei", do grupo das Trabalhadoras da Imaculada, pertencente à Ordem Carmelita, está instalada numa ala do mosteiro.
Em 11 de fevereiro de 2010, abriu ao público uma hospedaria com 9 quartos, e o restaurante "Eau Vive de Tibães", com capacidade de 50 pessoas.
Em 21 de janeiro de 2015, a Assembleia da República recomendou ao Governo que classifique o Mosteiro de Tibães como monumento nacional.
Em agosto de 2023, foi colocado em consulta pública o projecto de decisão relativo à classificação da igreja e mosteiro de Tibães, fontes e construções arquitectónicas da respectiva quinta como monumento nacional.

## O museu do mosteiro
Ao longo de sua história, e dada a sua importância no Império Português, o mosteiro reuniu o maior e mais valioso espólio da região. Nele se destacavam desde a pintura, a escultura e a arte sacra, a uma vasta coleção de livros sobre variados temas. Após a alienação do imóvel, em 1834, a maior parte do espólio foi perdido.
O atual museu conserva apenas um fragmento desse espólio, ao qual se somam novas peças relacionadas com a história do mosteiro e a congregação Beneditina. É ainda possível percorrer o "Percurso Museológico", onde se aprecia a área envolvente ao Mosteiro, a sua arquitectura, as ruínas de edifícios anteriores, a mata, os jardins, e diversos campos agrícolas como hortos, pomares, e milheirais.